# Longum iter est per praecepta, breve et efficax per exempla
Longum iter est per praecepta, breve et efficax per exempla (лат. изговор: лонгум итер ест пер прецепта, бреве ет ефикакс пер егземпла). Дуг је пут по заповјестима, кратак и успјешан по примјерима. (Сенека)

## Поријекло изреке
Ову изреку је изрекао почетком нове ере познати римски књижевник и филозоф Сенека.

## Тумачење
Изрека учи да се брже, више и боље постиже добрим примјером него најстрожим заповјестима. У васпитању, у најширем и оном ужем смислу, између генерација, учитеља и ученика, или родитеља и дјеце, примјер понашања оног ко васпитава, више учи него његова и најстрожа наредба.